# Francesco Paolo Nicola de Leon
Francesco Paolo Nicola de Leon (Barletta, 4 dicembre 1734 – Barletta, 5 febbraio 1809) è stato un medico, politico e storico italiano.

## Biografia
Suo padre, Michele Carmine, medico anch'egli, costituì, da appassionato bibliofilo, una biblioteca personale di ragguardevole entità, a cui Francesco Paolo poté attingere fin da tenera età. La sua famiglia discendeva da un militare del governo spagnolo, Giovanni e da sua moglie Anna Soler, giunti a Barletta da Malaga probabilmente intorno alla metà del XVII secolo.
Dopo la laurea in "Filosofia e Medicina", intraprese la carriera di medico, cui affiancò anche quella politica, ricoprendo negli anni vari incarichi, tra cui quello di decurione e di sindaco della città di Barletta (1765-1766). Si sposò con Cicchilli Francesca, sua concittadina, da cui ebbe cinque figli.
Divenne membro dell'Arciconfraternita del Real Monte di Pietà di Barletta, benemerita istituzione che, grazie alla sua opera rifondatrice, poté rinascere dopo un periodo di decadenza. Fondamentali furono la sua sensibilità di storico e la sua infaticabile propensione archivistica, che gli consentirono di operare una profonda sistematizzazione dell'archivio storico dell'ente, rendendone possibile la preservazione fino ai nostri giorni.
All'arte medica dedicò alcune opere scientifiche, purtroppo rimaste inedite, tra le quali è doveroso ricordare: 
- Dissertazioni medico-fisiche attinenti alle cose naturali di Barletta (inviate alla facoltà di medicina dell'Università di Bologna);
- uno Studio sul contagio della tisi tubercolare;
- Trattato delle febbri endemiche di Puglia.

Numerose furono, invece, le opere dedicate alla storia della città di Barletta, di cui può considerarsi primo storico. La sua innata passione per la storia lo spinse, nel corso del suo mandato sindacale, ad organizzare e preservare le carte dell'archivio comunale, compilando, inoltre, l'inventario dei privilegi e dei documenti.
Morì nella sua città il 5 febbraio 1809, ove fu sepolto nella chiesa dell'Arciconfraternita del Real Monte di Pietà di Barletta, compianto per la sua umanità, per la rettitudine morale e per la sua vasta erudizione. Di lui ha scritto Felice Fuccilli: "Il dottor fisico Francesco Paolo de Leon nell'arte medica a niuno rendeva il primato tanto per la dottrina quanto per umanità. Indefesso, sempre si occupava più del povero che del ricco, spesse volte a sue spese."

## Opere a stampa
- Delle obbligazioni della Confratellanza del Real Monte di Pietà di Barletta, Donato Campo, Napoli, 1772.
- Dissertazione circa la chiesa di San Giacomo, Napoli, 1772.
- Barletta città del Regno di Napoli nella Puglia Peucezia, o sia Provincia di Bari, in Cesare Orlandi, Delle città d'italia e sue adiacenze compendiose notizie, Tomo III, Perugia, 1774, pp. 96-127.
- Relazione su la origine, mutazioni, stato presente, prodotti, commercio, uomini illustri della città di Barletta, Napoli, 1781.
- Piano delle rendite e spese del Real Monte di Pietà di Barletta, Napoli, 1782.
- Lettera ad un amico, in "Giornale Enciclopedico Italiano", Tomo V, n. XXXVII, Napoli, 1787.
- Memoria sulla città di Barletta, in "Giornale Letterario di Napoli", Tomo XCIV, Napoli, 1798.
- Dell'esenzione e delle altre prerogative del Real Monte di Pietà di Barletta, Napoli, 1805.
- Sul vettigale de' pani di fuori e sul dazio dell'industria degli animali nel territorio della città di Barletta, Napoli, 1805.
- Memoria storica sulla fondazione e fondatori del Real Monte di Pietà di Barletta e suo orfanotrofio, Napoli, 1805.

## Manoscritti autografi (Biblioteca comunale di Barletta)
- Dissertazioni varie scritte per delucidare alcune cose pertinenti alla città di Barletta. Dissertazione I sulla voce di Barletta, Vol. di cc. 20, num. a lapis, BCB, Ap. Ms. M 27.
- Raggioni per la collegial Chiesa di S. Giacomo Maggiore di Barletta contro i preti di Santa Maria della medesima, 3 ottobre 1781, Vol. di cc. 28, num. a lapis, BCB, Ap. Ms. M 32.
- Dell'anno dell'Arcangelica apparizione sul Monte Gargano e degli anni nei quali fiorirono in santità i Vescovi nostri tutelari Savino di Canosa, Riccardo di Andria, e Rugiero di Canne, avverso le critiche de' Monsignori Assemani e Tortora. Dissertazione del dottor fisico Francesco Paolo de Leon, medico primario pensionato della città di Barletta, 1785, Vol. di cc. 18, num. a lapis, BCB, Ap. Ms. M 89.
- Notamenti per la città di Barletta, Vol. di cc. 37, num. a lapis, BCB, Ap. Ms. M 30.
- Varie iscrizioni lapidarie ritrovate in vari luoghi, Vol. di cc. 8, num. a lapis, BCB, Ap. Ms. M 7.
- Notizie ricavate da quattro discorsi di Francesco Paolo de Leon tenuti inanzi ad altri undici deputati, eletti dalla città di Barletta ed in risposta alle inchieste economiche fatte dal Supremo Consiglio delle Finanze all'Università. Barletta, 1787, Vol. cc. 26-30, BCB, Ap. Ms. M 28.

## Manoscritti autografi (Biblioteca Provinciale S. Teresa dei Maschi-de Gemmis di Bari)
- Giunta alla memoria, 2 giugno 1792, Vol. di cc. 5, Fondo Vista, B 1/8.
- Relazione su la origine, mutazioni, stato presente, prodotti, commercio, uomini illustri della città di Barletta, 1781, Vol. di cc. 10, Fondo Vista, B 1/5.
- Appunti [del cap. III della Storia di Barletta], Vol. di cc. 16, Fondo Vista, B 1/9.